# Lunds Studenters Filmstudio
Lunds Studenters Filmstudio är en ideell förening i Lund som grundades 1929. Den första film som visades var Pansarkryssaren Potemkin.
Föreningen arbetar med retrospektiver och temaserier för att berika filmutbudet i Lund. Man arbetar också aktivt på att importera utländska filmer som inte fått svensk distribution. Sedan 1994 delar föreningen biograf Kino med Folkets Bio. Föreningen har också ett välförsett bibliotek, också det grundat 1929. Bland föreningens grundare märks Gösta Werner, Aron Borelius och Ragnar Josephson. Biblioteket är idag den näst största samlingen av filmlitteratur i Sverige. Endast Svenska Filminstitutet har en större samling. 
Sedan slutet av 2008 (sista visningen 11 november 2008) är filmstudion inaktiv och föremål för nedläggning p.g.a. ekonomiska problem.